# 헌법평의회 (프랑스)

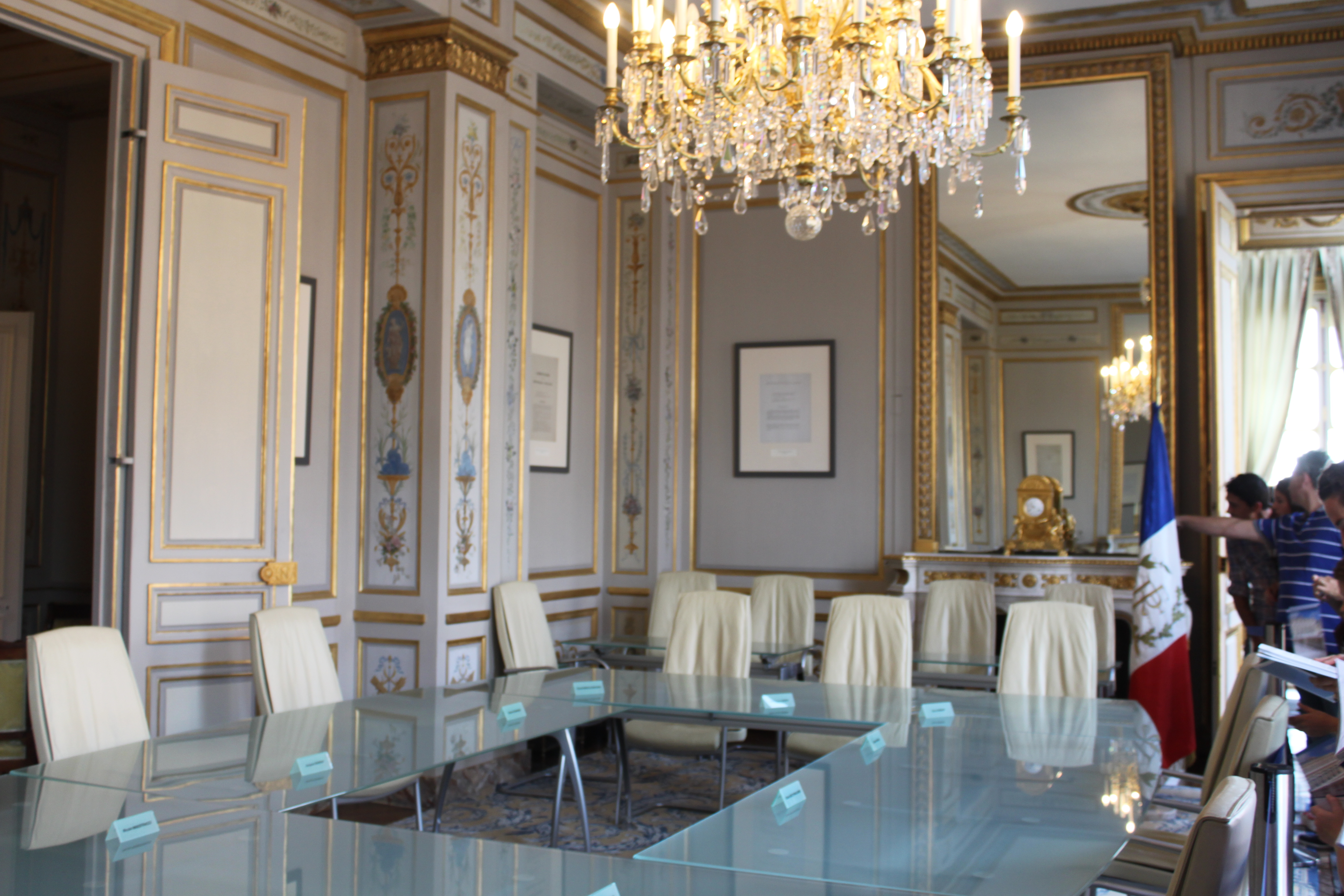

헌법평의회(프랑스어: Conseil constitutionnel 콩세이 콩스티튀쇼넬[kɔ̃sɛj kɔ̃stitysjɔˈnɛl][*])는 프랑스의 헌법재판소이다. 1958년 10월 4일에 제정된 프랑스 제5공화국 헌법에 따라 설치되었다.
프랑스의 대통령 선거, 의회 선거, 국민투표의 합법성을 판단하고 선거를 감시, 관리하여 선거의 공정성을 높인다. 또한 프랑스의 법률이 프랑스의 헌법, 인간과 시민의 권리선언에 위배되는 지의 여부를 묻는 헌법재판을 시행한다. 9명의 위원으로 구성되어 있다.

## 같이 보기
- 헌법 경제학
- 입헌주의
- 사법 (국가 작용)
- 프랑스의 사법부
- 법학